# Phryxe arvensis
Phryxe arvensis là một loài ruồi trong họ Tachinidae.